# Штат (гурт)
«Штат» — український метал гурт із Києва.

## Історія
Гурт "Штат" був створений у місті Київ у 1988 році. Упродовж 1989—1990 років гурт виступав із концертами в невеликих київських клубах. У цей час «Штат» грав у стилях хард рок та хеві метал. Найбільш відомими композиціями гурту стали «Інквізиція», «Чаклун» та «Ніч», наново записані у 2023 році, увійшли до синглу «Штат1989». У 1995 році гурт взяв участь у фіналі першого пісенного конкурсу «Перлини сезону-95», а також у телевізійному конкурсі «Це-ми» на каналі ТЕТ з піснею «Дівчина на ім'я імла». Ця пісня потрапила й до хіт-параду «12-2» на радіо «Промінь». Також у 1995 році «Штат» зіграв перший сольний концерт у київському клубі «Барви». У 1997 році знято кліп на пісню «Shadow of the dream», який місяць тримався в хіт-параді «Територія А» на каналі ICTV. В 1998 році гурт почав грати у стилі дез метал. У 2002 році вийшов студійний диск «Смерть. останній подих». Надалі «Штат» зайнявся виключно студійною роботою зі зміненою стилістикою тяжіння до хард-року та хеві-металу. У 2017 році гурт випустив альбом «В іншій площині» та представив відео всі на пісні з цього альбому. У 2021 році «Штат» презентував альбом «Вабливі вогні» та відео на всі композиції з нього. Наступний альбом - «Вічність», а також відео на всі пісні з цього альбому, гурт випустив у 2023 році. У 2025 році вийшов альбом «Штату» - «Готика» разом з відео на всі композиції з нього.

## Дискографія
- Штат1989 (запис 2023 року)
- Смерть. останній подих (2002)
- В іншій площині (2017)
- Вабливі вогні (2021)
- Вічність (2023)
- Готика (2025)

## Вибране відео
- «Інквізиція»
- "Чаклун"
- "Гладіатор"
- "Демон зла"
- "Чорний принц"
- "Готика"
- "Хто зараз ти"
- "Вершник долі"
- "У той час, коли"
- "Іскра"

## Галерея

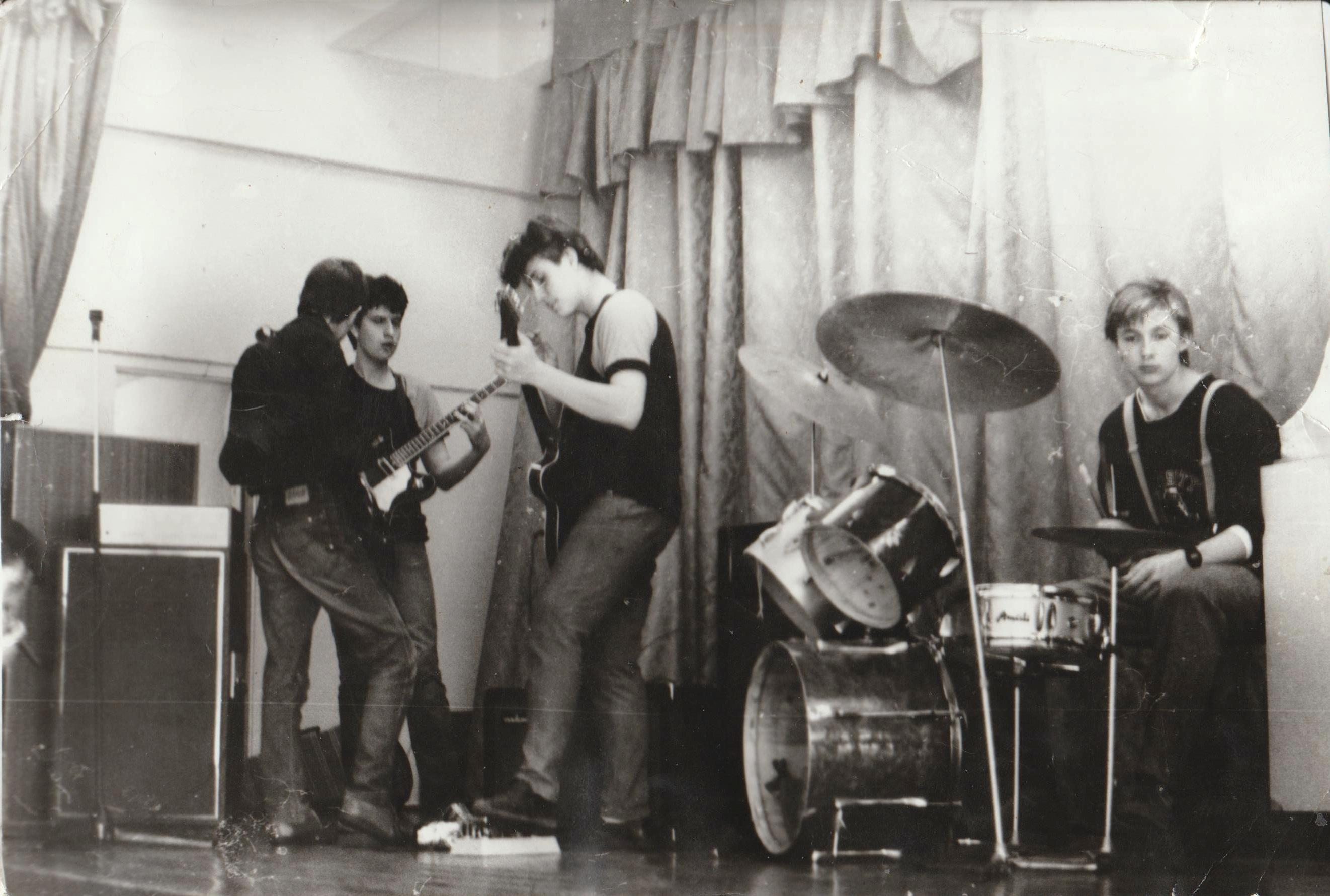
Штат 1988 рік
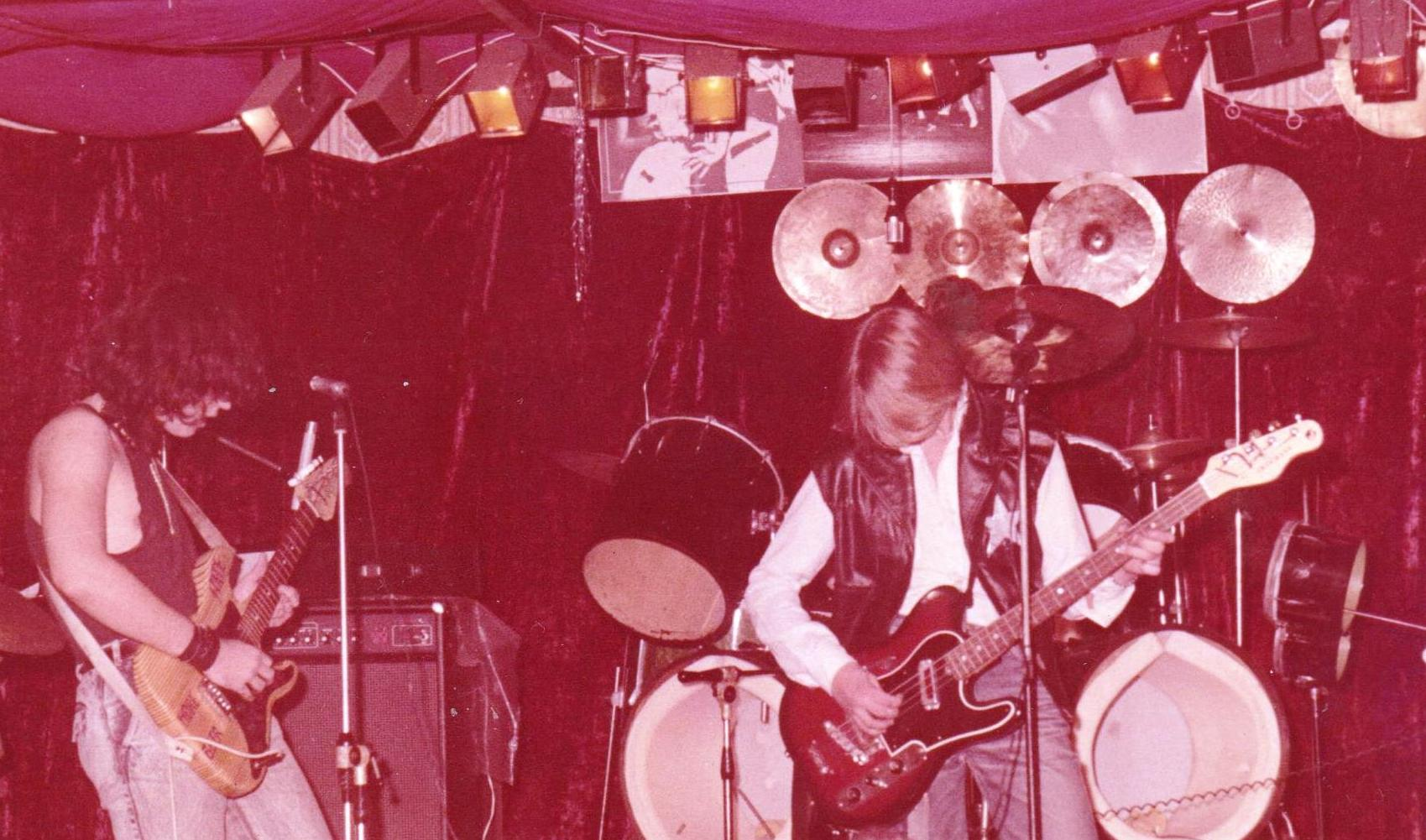
Штат 1990 рік
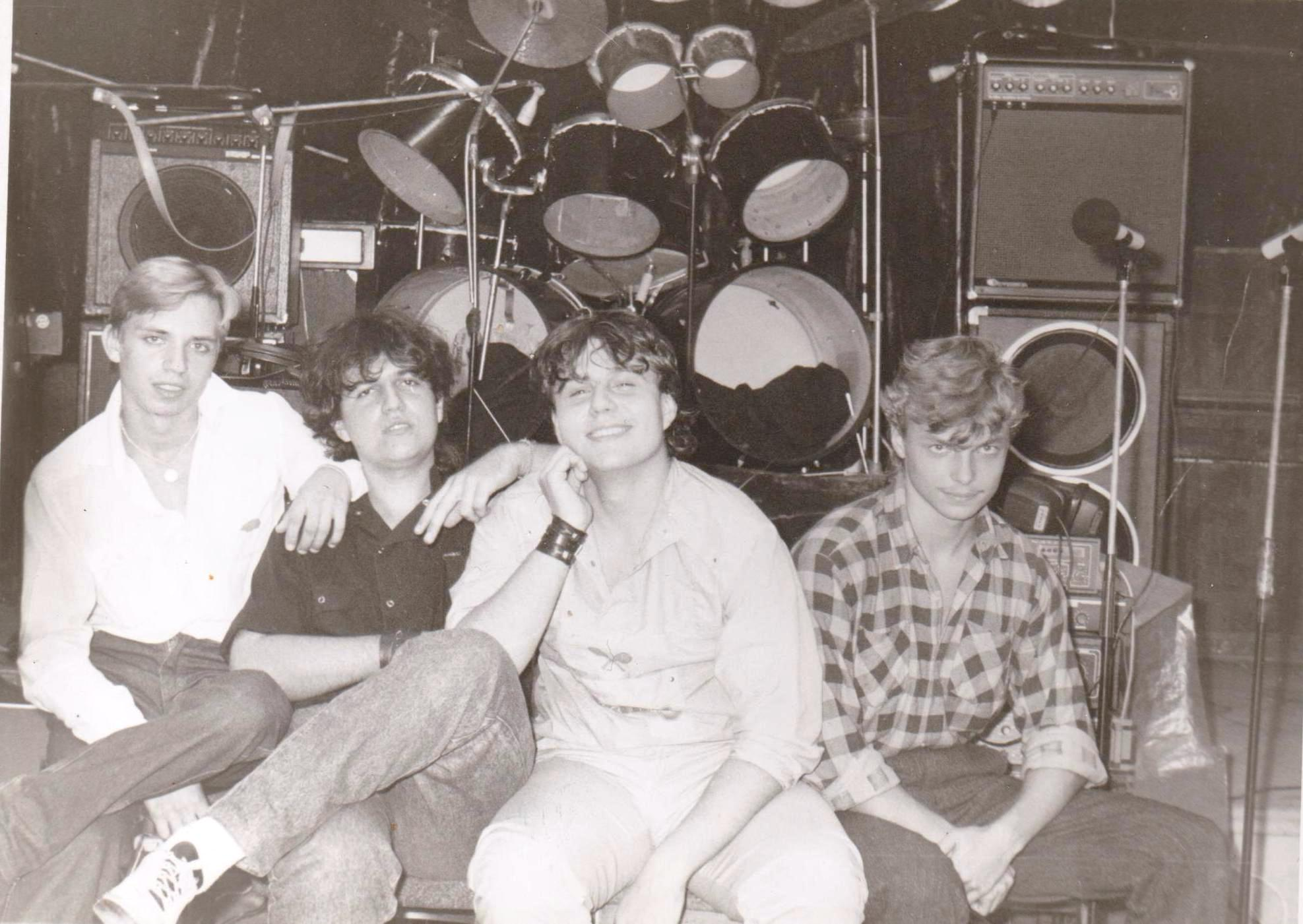
Штат 1990 рік
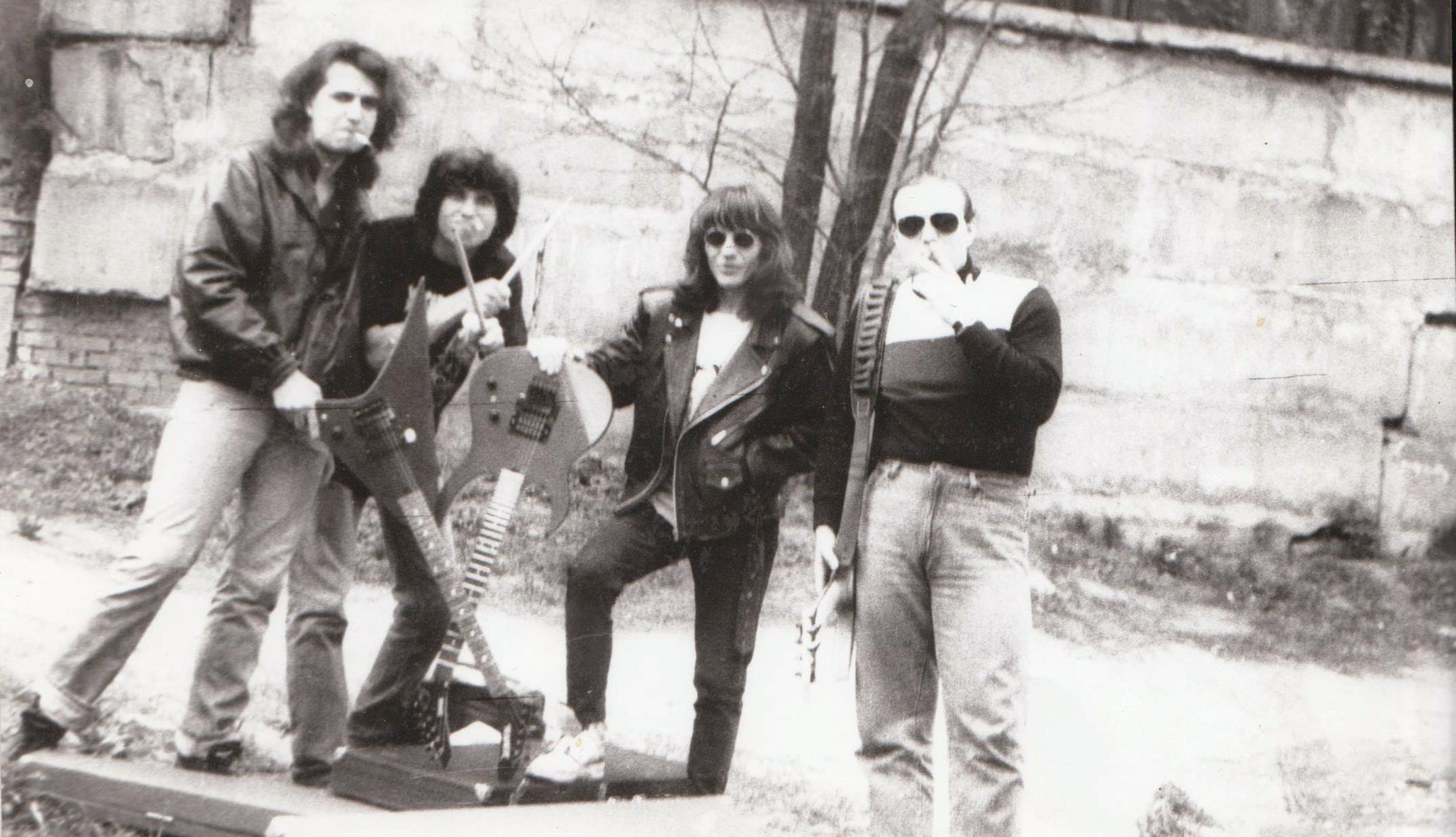
Штат 1994 рік
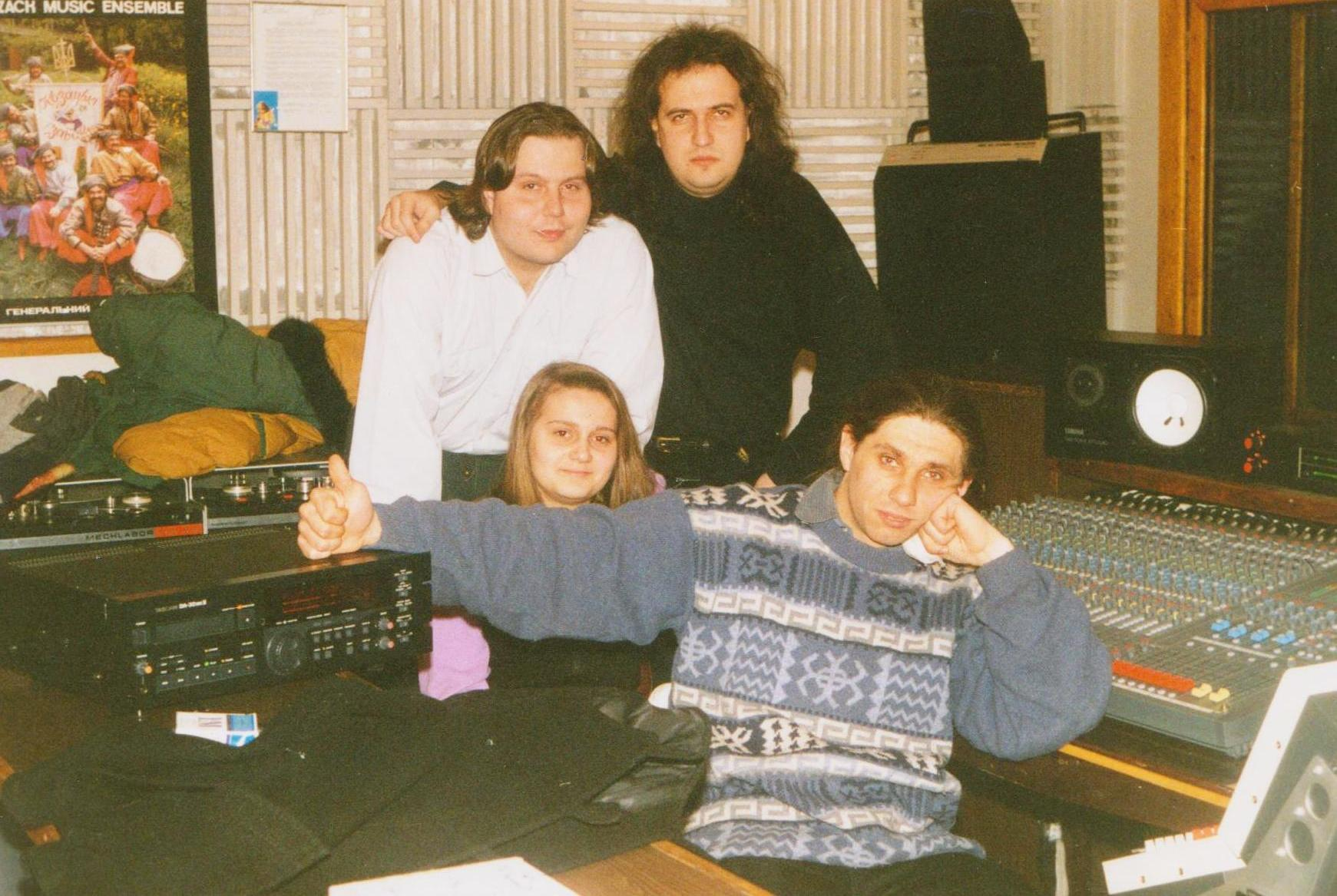
Штат 1997 рік
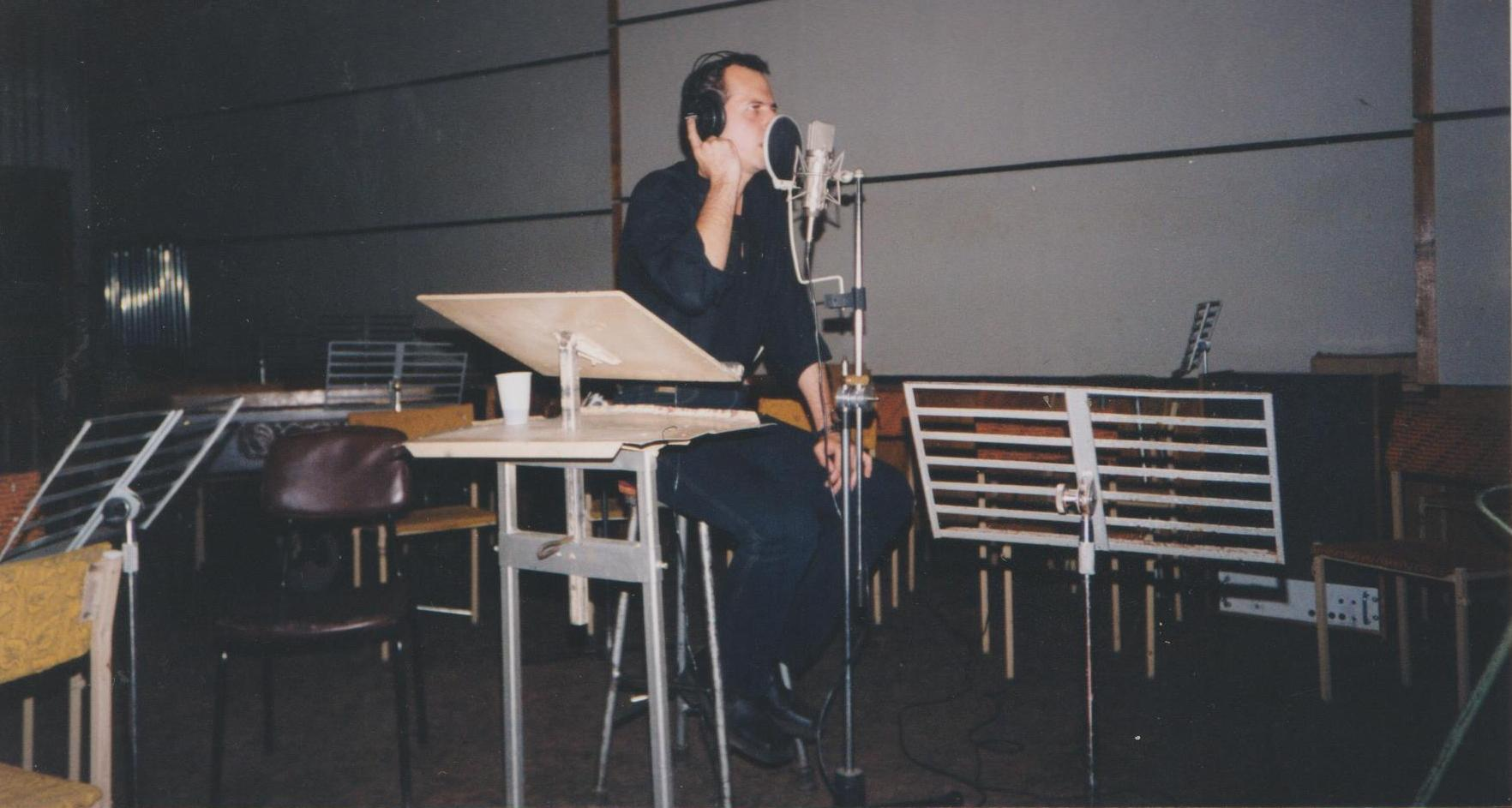
Штат 2002 рік
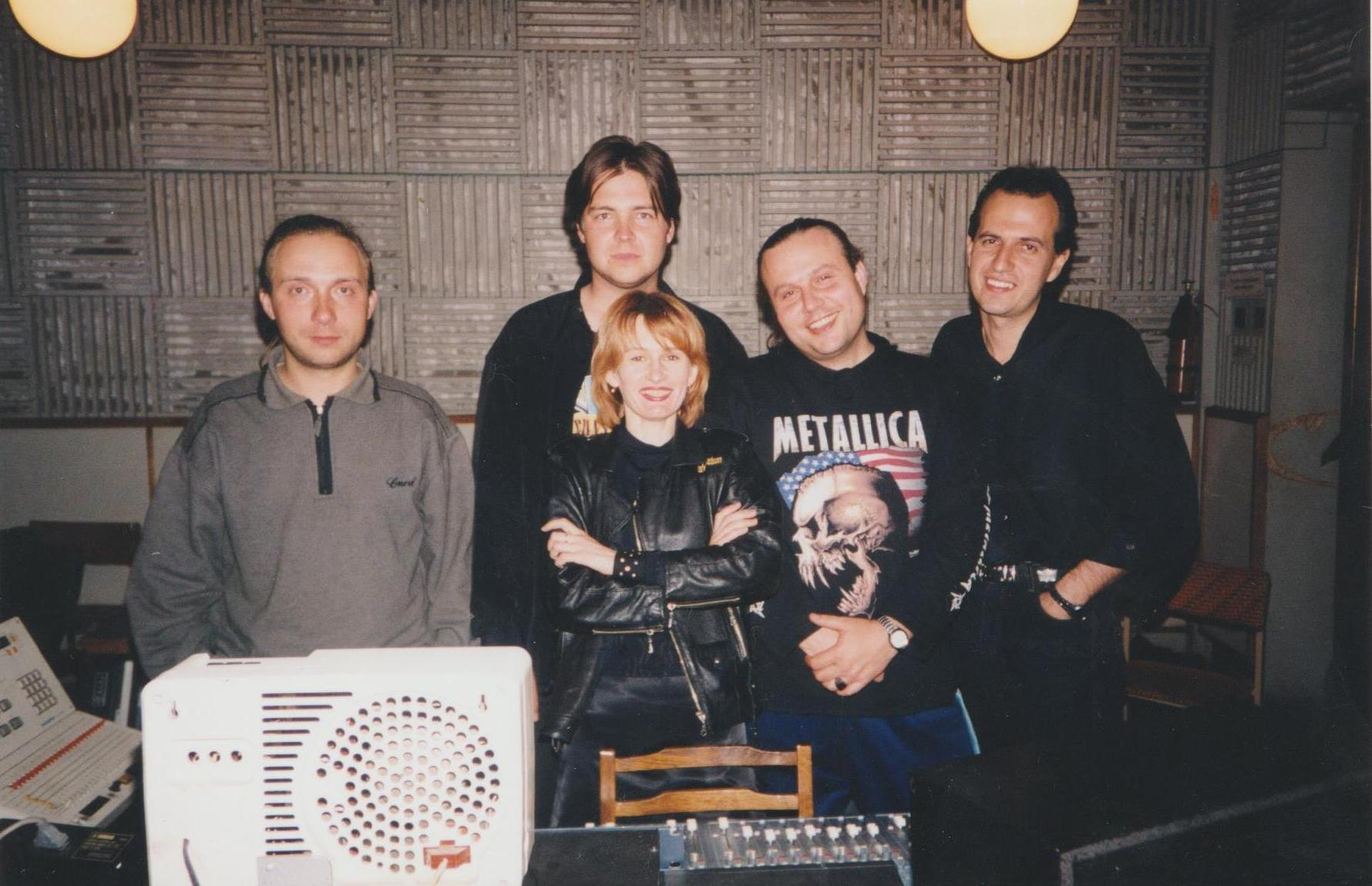
Штат 2002 рік
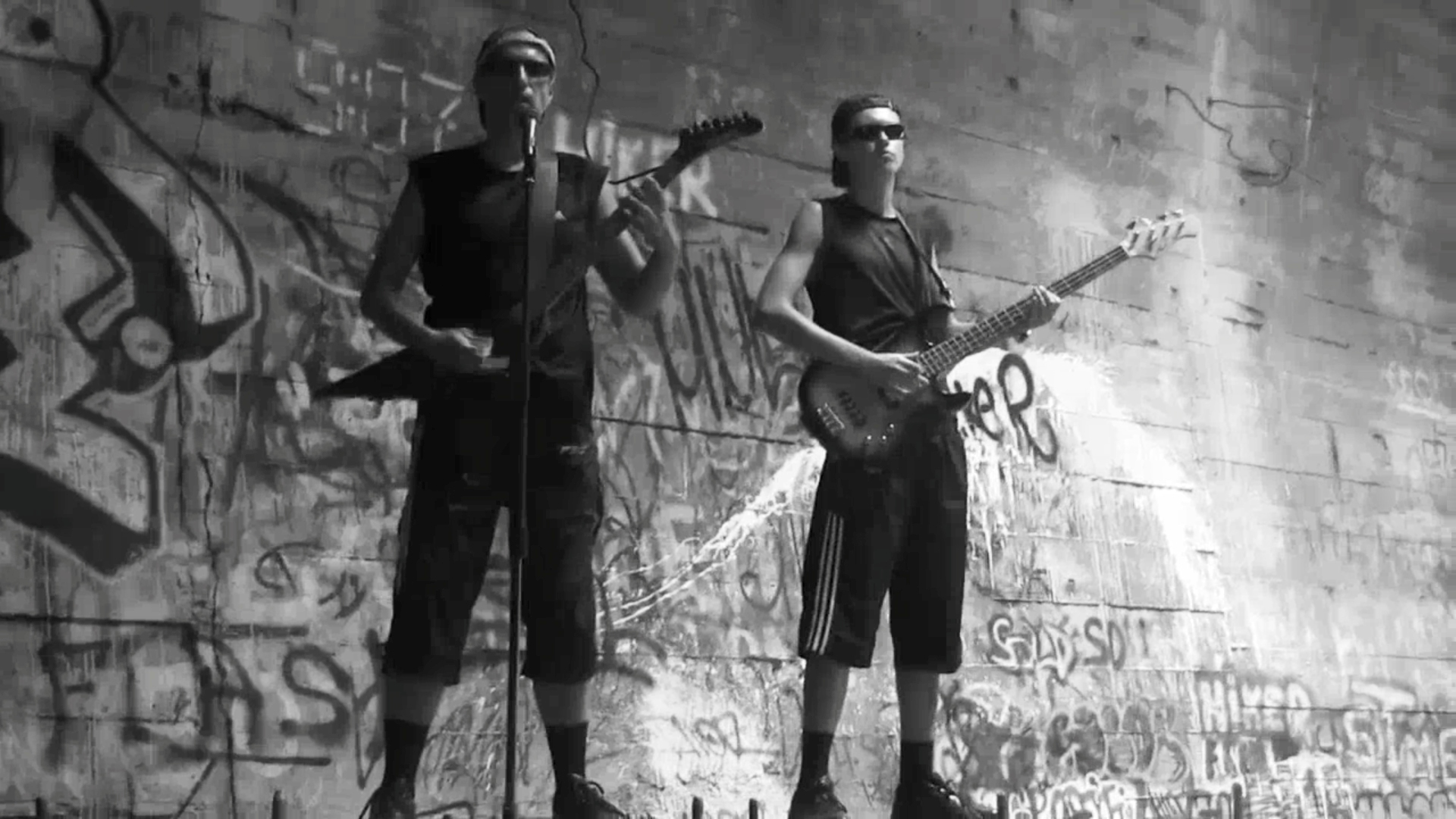
Штат 2012 рік
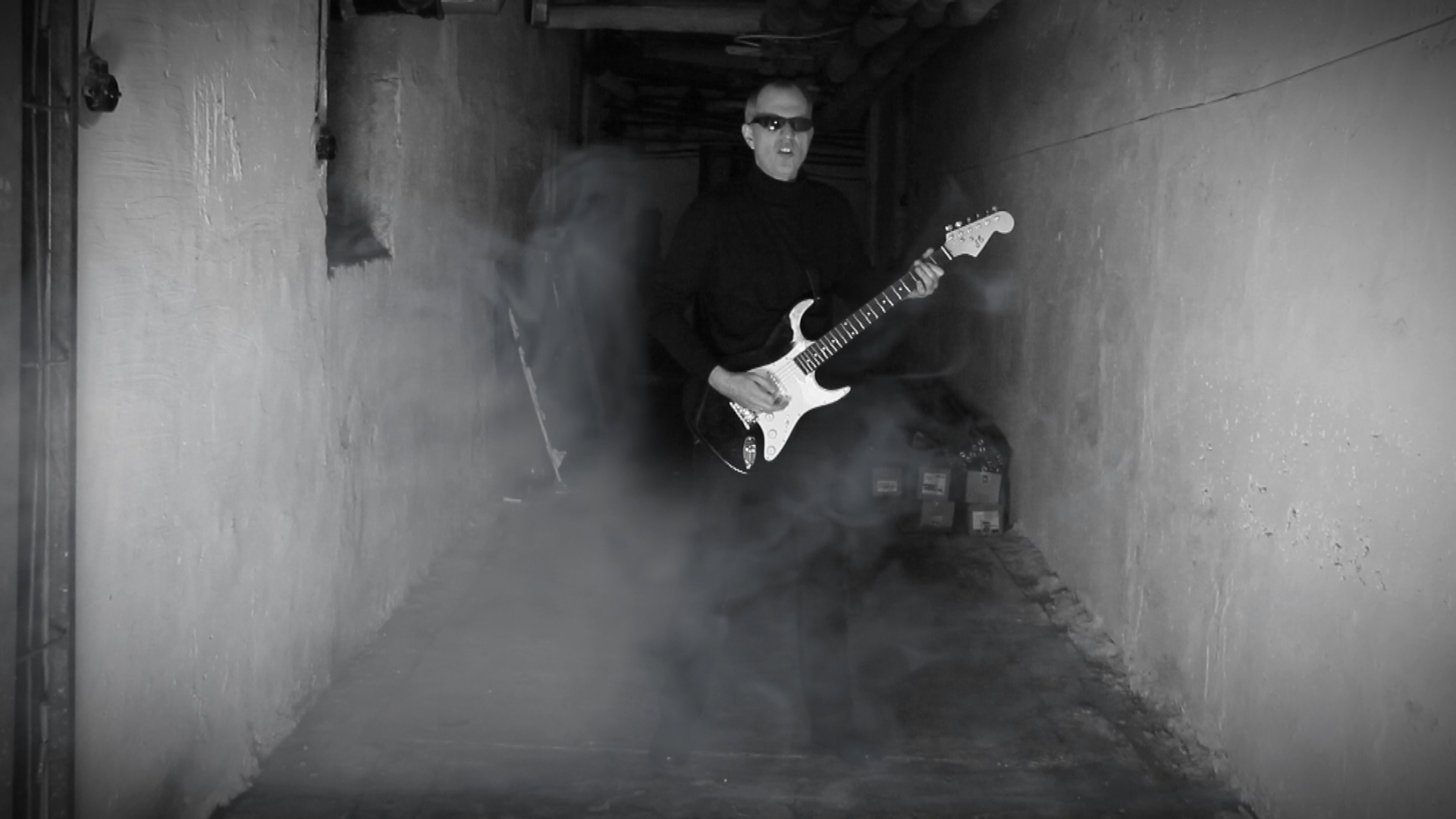
Штат 2017 рік
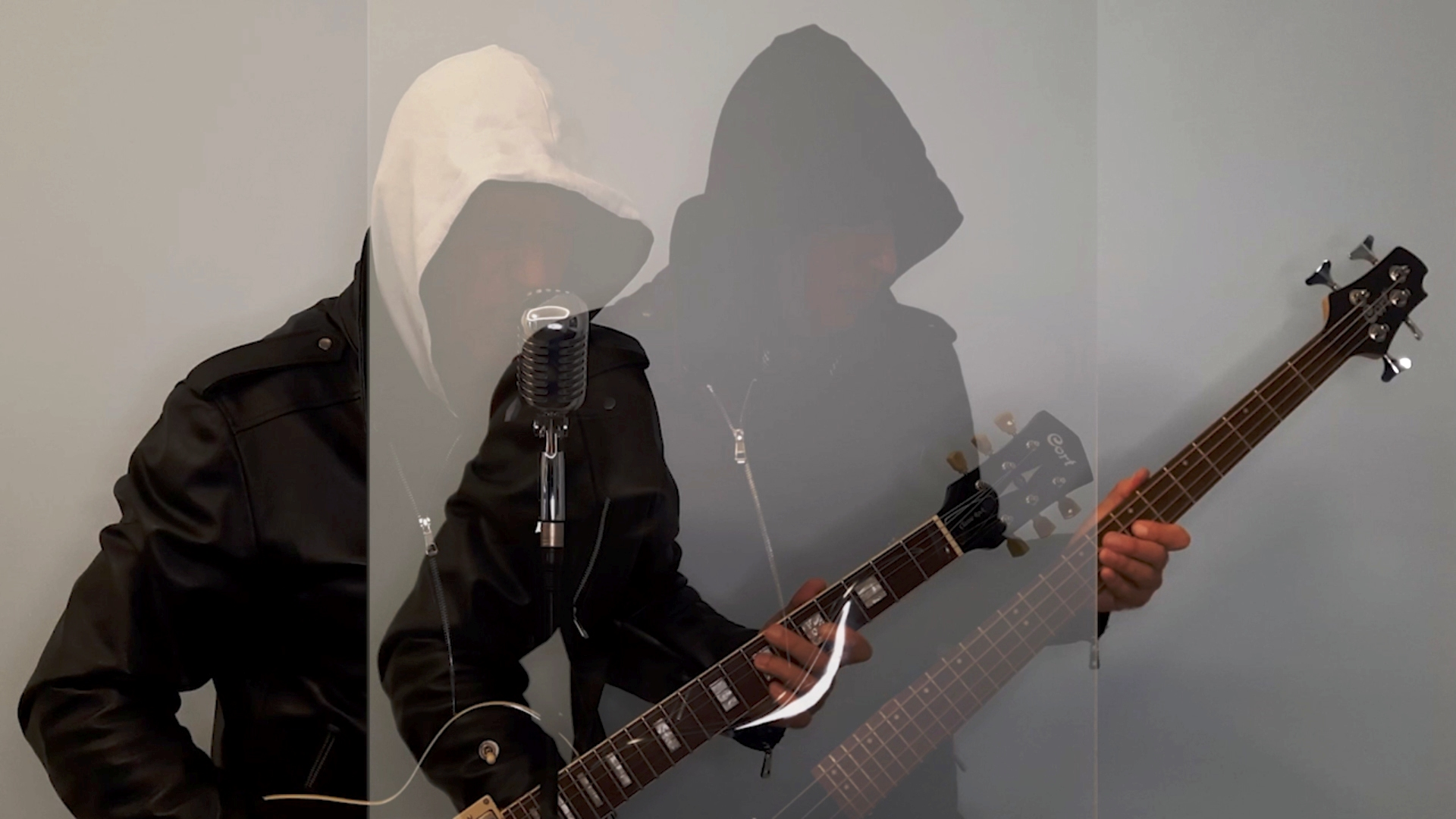
Штат 2023 рік
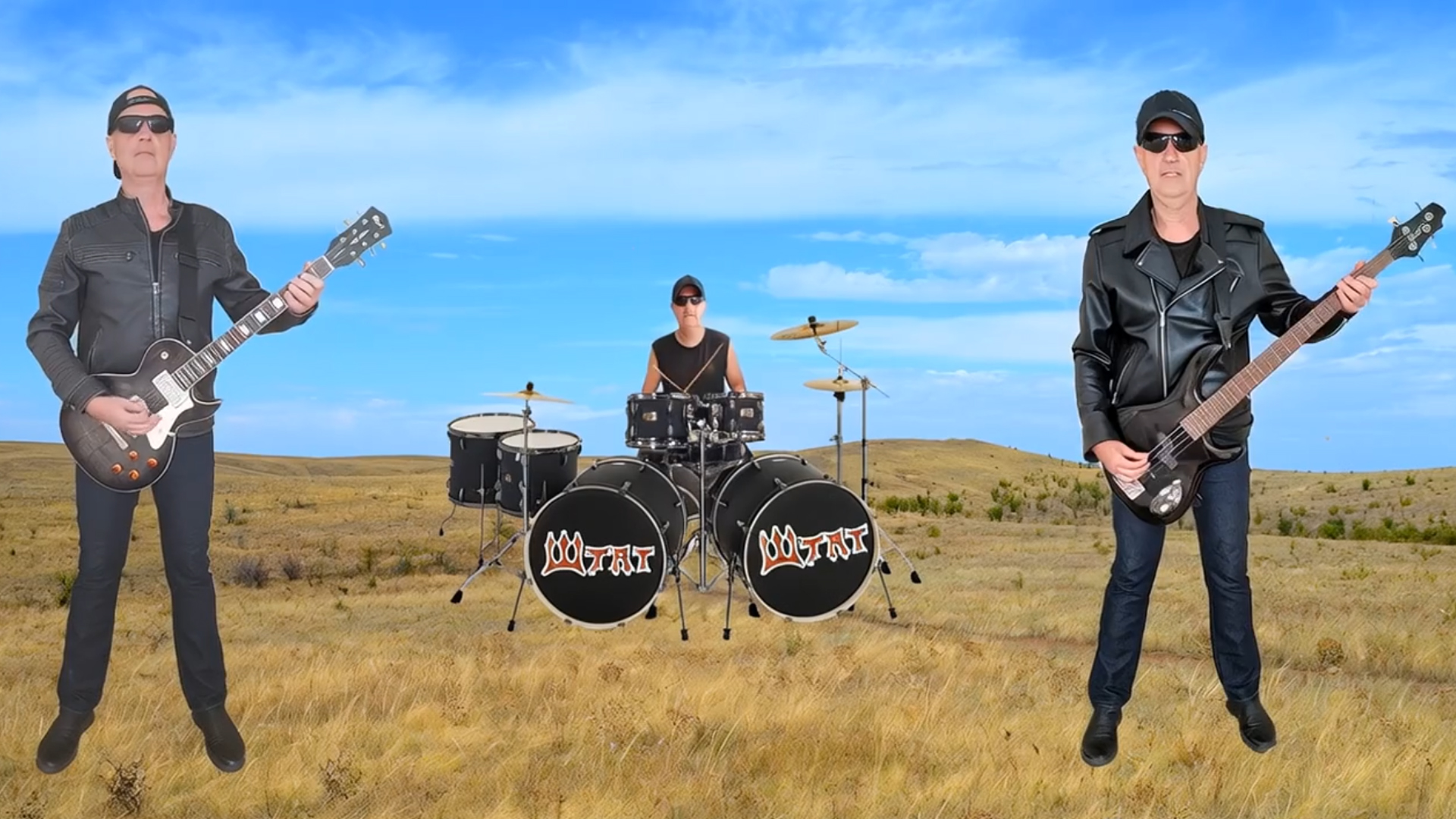
Штат 2025 рік
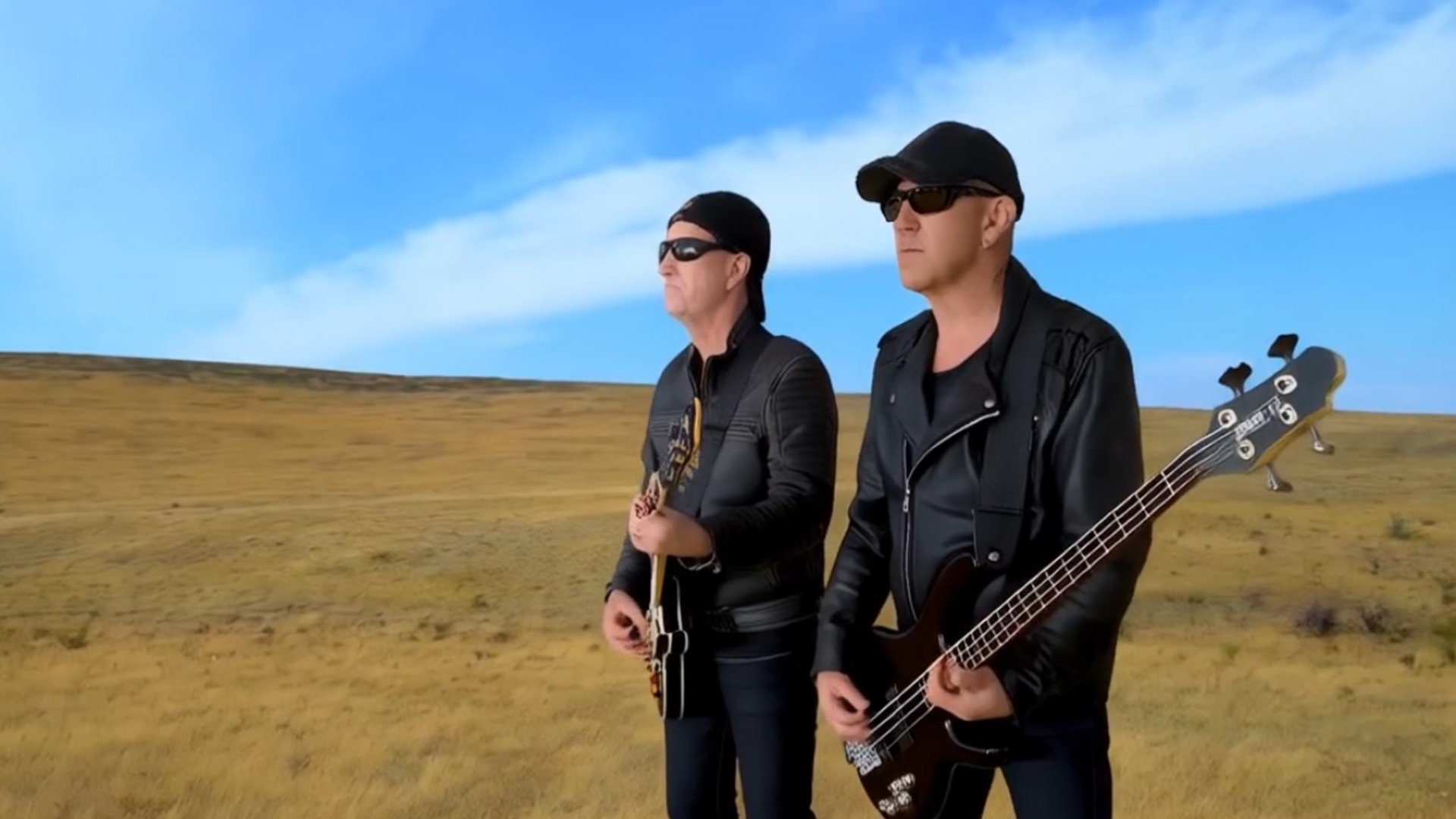
Штат 2025 рік